# Park Yoo-chun
Park Yoo-chun (Hangul: 박유천, Hanja: 朴有天, Hán-Việt: Phác Hữu Thiên, sinh ngày 4 tháng 6 năm 1986), thường được biết đến với nghệ danh Micky, Micky Yoochun (tại Hàn Quốc) và Yoochun (ユチョン Yoochon) (tại Nhật Bản) là một nam ca sĩ, diễn viên người Hàn Quốc. Anh là cựu thành viên nhóm nhạc TVXQ do SM Entertainment thành lập và quản lý.
Ngày 23/4/2019, công ty chủ quản C-Jes Entertainment chấm dứt hợp đồng đại diện với anh.

## Tiểu sử
Yoochun sinh ra tại Seoul, Hàn Quốc. Năm lớp 6, anh theo gia đình sang Hoa Kỳ sinh sống tại Fairfax, Virginia. Tại đây, Yoochun theo học tại trường sơ trung Holmes Middle ở Fairfax và trường trung học Chantilly cũng nằm ở hạt này. Đó thực sự là khoảng thời gian Yoochun gặp nhiều khó khăn trong học tập khi anh thường xuyên bị bạn bè trêu chọc, bắt nạt chỉ vì anh là người gốc Á (thời bấy giờ ở Mỹ, nạn phân biệt chủng tộc vẫn còn tồn tại).
Yoochun đã trải qua những năm thơ ấu của mình ở Hàn Quốc trước khi chuyển đến sống ở Virginia, Mỹ vào năm 1998. Khi ấy, cha mẹ của Yoochun đã ly hôn và anh cùng với em trai là Yoo-hwan sống với mẹ. Kể từ đó, Yoochun đã phải gánh luôn cả trách nhiệm làm "cha", đi làm kiếm tiền và phải chăm sóc Yoo-hwan vào những lúc mẹ không có nhà. Anh đã trở thành trụ cột chính trong gia đình. Sau này Yoochun tiết kiệm tiền, mua được keyboard và bắt đầu tự học chơi piano. Tài năng ca hát của anh được phát hiện khi anh tham gia vào cuộc thi hát American Singing Competion ở Virginia và giành giải nhất. Sau đó anh bay về Hàn Quốc để tham gia thử giọng cho SM Entertainment và trở thành thực tập sinh tại đây. Yoochun cũng đã tham gia KBN, một cuộc thi hát dành cho tuổi teen vào năm 2003 và đã giành giải khuyến khích.
Yoochun được phát hiện bởi Brothers Entertainment và trở về Hàn Quốc để gia nhập SM Entertainment. Em trai của anh, Park Yoo-hwan, sau này cũng trở thành ca sĩ, diễn viên.
Park Yoochun tốt nghiệp trung học phổ thông năm 2007 cùng với các thành viên cùng nhóm là Kim Junsu và Kim Jaejoong. Anh từng theo học tại trường đại học Kyunghee Cyber.

## Sự nghiệp âm nhạc
Tháng 12 năm 2003, Yoochun ra mắt cùng TVXQ trong một buổi biểu diễn đặc biệt có sự tham gia của BoA và Britney Spears. Bên cạnh làm việc cùng TVXQ, anh cũng có một số hoạt động riêng lẻ. Yoochun xuất hiện trong ca khúc "Tokyo Lovelight", rút từ album Stars của DJ Makai (người Nhật). Anh cùng U-know Yunho đọc rap trong ca khúc "Heartquake" nằm trong album thứ ba của Super Junior, Sorry, Sorry.

## Sự nghiệp diễn xuất
Yoochun xuất hiện trong một số tập của hai show truyền hình ăn khách cùng TVXQ, Banjun Theater và Vacation. Năm 2006, anh đóng vai trò khách mời trong bộ phim Rainbow Romance.
Trong tháng 6/2010, Yoochun bắt đầu sự nghiệp diễn xuất chính thức bằng vai nam chính trong bộ phim truyền hình Nhật Bản Beautiful Love (Kimi ga ireba), phát trên ứng dụng truyền hình trên điện thoại di động BeeTV. Trong phim, Yoochun đóng vai Yonsu, người thừa kế của một tập đoàn Hàn Quốc hùng mạnh. Với quyết tâm giành cho mình một vị trí riêng trong cuộc sống, anh đã gặp được Hinata (Omasa Aya), một nhà báo với tham vọng trở thành tiểu thuyết gia, và phải lòng cô lúc nào không hay. Kể từ ngày đầu tiên được bắt đầu phát sóng, số lượng tải về của Beautiful Love đã phá vỡ những kỷ lục trước đó với 250.000 lượt tải. Beautiful Love đã lập kỷ lục là video được xem nhiều nhất trong suốt 4 ngày liên tục trên Internet và nhanh chóng trở thành một bộ phim cực kỳ nổi tiếng tại xứ sở hoa anh đào.
Năm 2010, Yoochun cùng Park Min Young, Song Joong Ki và Yoo Ah In cùng đóng trong bộ phim Sungkyunkwan Scandal được chiếu trên kênh KBS kể từ ngày 30 tháng 8. Cho dù lần đầu lên màn ảnh nhỏ trong nước, lại là một diễn viên tân binh, nhưng hiệu ứng tình cảm trên màn ảnh của Park Yoochun và bạn diễn Park Min Young đã được công chúng và cả giới chuyên môn công nhận. Tuy xếp hạng bộ phim đầu tay không cao lắm, nhưng những nỗ lực của hai người đã được đền đáp xứng đáng. Park Yoochun và Park Min Young được nhận giải thưởng Cặp đôi đẹp nhất và giải Netizens’ Award do cư dân mạng bình chọn, riêng Yoochun nhận thêm giải Nam diễn viên mới xuất sắc tại KBS Drama Awards 2010. Bộ phim cũng giúp Park Yoochun rinh về giải thưởng Nam diễn viên mới xuất sắc nhất và Nam diễn viên nổi tiếng nhất trên truyền hình tại Baeksang Arts Awards lần thứ 47, giải Nam diễn viên xuất sắc và Nam diễn viên châu Á nổi tiếng tại Seoul International Drama Awards lần thứ 6.
Năm 2011, Yoochun tham gia diễn xuất trong bộ phim truyền hình Miss Ripley của đài MBC cùng với nữ diễn viên Lee Da Hae. Anh vào vai người thừa kế đời thứ hai của tập đoàn Mondo - Song Yuhyun. Miss Ripley được trình chiếu trên đài MBC tối thứ 2-3 hàng tuần, kể từ ngày 31 tháng 5 năm 2011. Bộ phim Miss Ripley đạt ratting 15.4%, cao hơn dự kiến ban đầu của nhà sản xuất. Đồng thời bộ phim cũng giúp Park Yoo Chun đã giành được giải Nam diễn viên Mới Xuất Sắc của đài MBC và giải Diễn viên được yêu thích nhất trong Lễ trao giải Paek Sang nhờ vào vai diễn này. Nhờ vai diễn trong Miss Ripley mà Park Yoochun đã dành giải Nam diễn viên mới xuất sắc và Nam diễn viên nổi tiếng do cư dân mạng bình chọn tại Lễ trao giải MBC Drama Awards 2011.
Đầu năm 2012, Park Yoo Chun đảm nhận vai chính trong bộ phim Rooftop Prince - Hoàng Tử Gác Mái đóng cặp với Han Ji Min. Câu chuyện xoay quanh một vị Thái Tử bị lạc vào thế giới hiện đại và ở đây anh đã tìm ra sự thật về cái chết của Thái Tử Phi. Sự ngọt ngào trong diễn xuất của  Han Ji Min đã giúp cho Yoo Chun thể hiện được trọn vẹn hình ảnh một chàng Thái Tử mạnh mẽ và cao quý. Bộ phim thành công vang đội cả về rating lẫn giải thưởng. Một lần nữa, sự phối hợp của Park Yoo Chun cùng với Han Ji Min không chỉ giành được chiến thắng từ khán giả mà còn giúp hai diễn viên giành được kha khá giải thưởng, bao gồm Nam diễn viên Hàn Quốc, Nữ Diễn viên Hàn Quốc và giải Bộ Phim truyền hình Hàn Quốc xuất sắc nhất trong Lễ trao giải Phim truyền hình Quốc tế Seoul. Kỹ năng diễn xuất của anh khiến người xem không thể tin nổi đây là một người chưa từng học qua về diễn xuất. Khi Rooftop Prince vừa kết thúc trình chiếu tại Hàn, Nhật Bản đã nhanh chóng mua bản quyền đưa bộ phim xuyên không này về nước với cái giá cắt cổ:  200.000 USD (khoảng 220 triệu won ~ 4,2 tỷ đồng). Đây dĩ nhiên là một phi vụ cực kỳ "hời" bởi sau đó, Hoàng tử gác mái liên tiếp lên sóng một loạt kênh như KNTV, WOWWOW, DATV, TBS... do nhận được quá nhiều yêu cầu từ khán giả. Trên "mặt trận" DVD và Blu-Ray, Rooftop Prince cũng là cái tên được thuê nhiều nhất trên Bảng xếp hạng DVD của Tsutaya trong năm 2012. Bộ phim đã được bình chọn một trong 5 bộ phim tiêu biểu của Làn sóng Hàn Quốc tại Nhật Bản.
Sau khi Rooftop Prince kết thúc, Yoocchun tham gia bộ phim truyền hình I Miss You. Trái ngược với những bộ phim trước đây của cả Park Yoo Chun và Yoon Eun Hye, phông màu u ám của bộ phim I Miss You càng tăng thêm sự quan tâm của người hâm hộ đối với bộ phim. Park Yoochun đã đánh dấu bản thân như 1 diễn viên thực thụ thông qua bộ phim I Miss You. Park Yoochun đóng vai Han Jung Woo - một cảnh sát hình sự, người đã lang thang trong 14 năm để tìm tình yêu đầu tiên của mình. Anh cũng đảm nhận thành công vai diễn của 1 cảnh sát nghiêm túc với ánh nhìn lạnh, tuyệt vọng đầy giận dữ. Nhưng cũng hoàn hảo trong vai trò 1 anh chàng lãng mạn. Yoo Chun trong I Miss You được bình chọn là Nam diễn viên xuất sắc thể loại phim truyền hình ngắn (Mini series) tại MBC Drama Awards 2012. Nhận được nhiều sự yêu mến của khán giả trên khắp thế giới, I Miss You đã phát sóng tại Mỹ, Châu Âu, Nhật Bản, Trung Quốc.
Chỉ mới bắt đầu đóng phim tại Hàn Quốc vào năm 2010, nhưng Yoochun đã giành giải Popularity Award (giải thưởng dành cho những ngôi sao được yêu thích) lần thứ 3 tại Baeksang Arts Awards. Như vậy, Yoochun trở thành diễn viên đầu tiên giành giải thưởng 3 năm liên tiếp và thêm vào bộ sưu tập danh hiệu "Diễn viên dành giải của 3 kênh truyền hình lớn Hàn Quốc". vào năm 2011, 2012 và 2013. Đối với một nghệ sĩ xuất thân là ca sĩ thần tượng như Yoochun, việc đoạt cú đúp này là một hiện tượng hiếm có.
Năm 2014, Park Yoochun góp mặt trong bộ phim Three Days, vào vai chàng vệ sĩ ưu tú trong phim. Bộ phim kể về sự việc tổng thống bị mất tích sau 3 tiếng súng lớn, và cuộc truy tìm tổng thống của đội cảnh vệ. Phía công ty quản lý phát biểu, "Thông tin Yoochun trở lại đã khuấy động thị trường châu Á và châu Âu, trong đó có Nhật Bản. Các nhà sản xuất quốc tế đã gửi những lời đề nghị được mua bản quyền bộ phim." Three Days sẽ phát sóng ngày 26 tháng 2 năm 2014. Công ty sản xuất bộ phim đã nhận được rất nhiều sự yêu mến từ người các khách hàng ở nước ngoài, quy mô đầu tư cho 'Three Days 'sẽ là hơn 10 tỷ won. 

### Sáng tác
Yoochun đã sáng tác một số ca khúc trong các album tiếng Hàn và tiếng Nhật của TVXQ. Cùng với U-Know Yunho và Xiah Junsu, anh viết lời rap cho "Love After Love" trong album tiếng Hàn thứ hai của nhóm, Rising Sun. Là một thành viên của SM Town, anh tham gia vào album mùa đông 2007 của hãng, Only Love với sáng tác "Evergreen". Yoochun cũng viết ca khúc "Sarang Annyeong Sarang (Love Bye Love)" (사랑 안녕 사랑), nằm trong album tiếng Hàn thứ 4, Mirotic. Anh cũng viết lời và đồng sáng tác nhạc ca khúc tiếng Nhật "Kiss Shita Mama, Sayonara" (Kissしたまま、さよなら lit. As We Kiss, Goodbye) cùng với Hero Jaejoong trong album tiếng Nhật thứ 3, T. Trong dự án Trick, anh viết lời cho ca khúc đơn của mình "My Girlfriend" bằng tiếng Anh. "Kiss the Baby Sky", ca khúc trong đĩa đơn tiếng Nhật thứ 25 của TVXQ, là ca khúc đầu tiên do Yoochun hoàn toàn sáng tác nhạc và lời. Tháng 9 năm 2009, anh và Jaejoong song ca "Colors - Melody and Harmony", do hai người cùng sáng tác và được sử dụng làm ca khúc chủ đề cho lễ kỉ niệm 35 năm mèo Hello Kitty.

## Giải thưởng và đề cử
| Năm  | Giải thưởng                                    | Hạng mục                                              | Tên phim               | Kết quả   |
| ---- | ---------------------------------------------- | ----------------------------------------------------- | ---------------------- | --------- |
| 2001 | American Singing Competition (Virginia)        | Nghệ sĩ xuất sắc nhất                                 |                        |           |
| 2003 | KBN Teens Singing Competition                  | Giải thưởng đặc biệt                                  |                        |           |
| 2010 | KBS Drama Awards                               | Nam diễn viên mới xuất sắc nhất                       | SungKyunkwan Scandal   | Đoạt giải |
| 2010 | KBS Drama Awards                               | Nam diễn viên được yêu thích nhất                     | SungKyunkwan Scandal   | Đoạt giải |
| 2010 | KBS Drama Awards                               | Cặp đôi được yêu thích nhất (cùng với Park Min Young) | SungKyunkwan Scandal   | Đoạt giải |
| 2011 | 47th Baeksang Arts Awards                      | Nam diễn viên mới xuất sắc nhất mảng truyền hình      | SungKyunkwan Scandal   | Đoạt giải |
| 2011 | 47th Baeksang Arts Awards                      | Nam diễn viên được yêu thích nhất                     | SungKyunkwan Scandal   |           |
| 2011 | Giải thưởng Truyền hình Quốc tế Seoul          | Nam diễn viên Hàn Quốc nổi bật                        |                        |           |
| 2011 | Giải thưởng Truyền hình Quốc tế Seoul          | Nam diễn viên Hàn Quốc được yêu thích Nhất            |                        |           |
| 2011 | MBC Drama Awards                               | Nam diễn viên mới xuất sắc nhất                       |                        |           |
| 2011 | Korea Drama Awards                             | Nam diễn viên mới xuất sắc nhất                       |                        |           |
| 2012 | 48th Baeksang Arts Awards                      | Nam diễn viên được yêu thích nhất                     | Miss Ripley            |           |
| 2012 | Giải thưởng Truyền hình Quốc tế Seoul          | Nam diễn viên Hàn Quốc nổi bật                        |                        |           |
| 2012 | Giải thưởng Truyền hình Quốc tế Seoul          | Nam diễn viên Hàn Quốc được yêu thích Nhất            |                        |           |
| 2012 | SBS Drama Awards                               | Excellence Award, Actor in a Drama Special            |                        |           |
| 2012 | SBS Drama Awards                               | Netizen Popularity Award                              |                        |           |
| 2012 | SBS Drama Awards                               | Top 10 Stars                                          |                        |           |
| 2012 | SBS Drama Awards                               | Best Couple Award cùng với Han JiMin                  |                        |           |
| 2012 | MBC Drama Awards                               |                                                       |                        |           |
| 2012 |                                                |                                                       |                        |           |
| 2012 |                                                |                                                       |                        |           |
| 2012 | K-Star News Awards                             | Best Idol Actor (voted by children)                   |                        |           |
| 2013 | 49th Baeksang Arts Awards                      | Nam diễn viên được yêu thích nhất                     | I miss you             |           |
| 2014 | 35th Blue Dragon Film Awards                   |                                                       |                        |           |
|      | 51st Grand Bell Awards                         |                                                       |                        |           |
|      | 34th Korean Association of Film Critics Awards |                                                       |                        |           |
|      | 15th Busan Film Critics Awards                 |                                                       |                        |           |
|      | 3rd APAN Star Awards                           |                                                       |                        |           |
|      | 4th SACF Beautiful Artists Awards              |                                                       |                        |           |
|      | Star Night Showbiz Awards                      |                                                       |                        |           |
|      | 10th Max Movie Awards                          | Nam diễn viên mới xuất sắc nhất                       |                        |           |
|      | 51th Baeksang Arts Awards                      | Nam diễn viên mới xuất sắc nhất mảng điện ảnh         |                        |           |
|      | Korea Drama Awards                             | Nam diễn viên xuất sắc nhất                           | The Girl who see smell |           |
| 2021 | Giải thưởng điện ảnh châu Á Las Vegas          | Nam diễn viên chính xuất sắc nhất                     | On the Edge            |           |

## Đời tư

### Nghĩa vụ quân sự
Yoochun đã nhận được kết quả tái khám sức khỏe vào tháng 8 năm 2012. Vì mắc bệnh hen suyễn nên Yoochun đã nhận được quyết định tái khám tại Cơ quan kiểm tra sức khỏe (phục vụ cho quân đội) vào tháng 2 năm 2013. Theo đó, anh có tên trong cấp 7 về tình trạng sức khỏe. Sau khi được chữa trị bệnh hen suyễn, theo kết quả tái khám trong hai lần còn lại, Yoochun sẽ được công bố quyết định về khả năng nhập ngũ hoặc miễn trừ. Tháng 8 năm 2013, trang Dispatch đã bất ngờ đăng tải những hình của Yoochun tụ tập cùng bạn bè tại một cửa hàng.  Yoochun đã trò chuyện với bạn bè và phì phèo thuốc lá. Thật ra việc Yoochun hút thuốc lá sẽ không có gì đáng ồn ào nếu như anh không từng được miễn thực hiện nghĩa vụ quân sự vì mắc bệnh hen suyễn, thay vào đó anh chỉ cần tham gia phục vụ cộng đồng. Việc Yoochun hút thuốc này gây ra rất nhiều tranh cãi trái chiều, nhiều người chỉ trích anh bởi hút thuốc là một trong những nguyên nhân bị hen suyễn và sẽ khiến nó ngày càng trầm trọng hơn.

## Bê bối

### Vụ kiệnSM Entertainment
Cuối tháng 7 năm 2009, Micky Yoochun cùng hai thành viên khác của TVXQ —Kim Jaejoong và Xiah Junsu— cùng ký vào đơn kiện gửi lên toà án Seoul để phá vỡ hiệu lực của bản hợp đồng giữa họ với SM Entertainment. Qua luật sư, các thành viên chỉ ra rằng, hợp đồng 13 năm thực sự quá dài và tiền thù lao nhóm được hưởng quá ít so với công sức họ bỏ ra. Nếu thua kiện, theo hợp đồng, đơn phương phá bỏ hợp đồng trước thời hạn, nhóm sẽ phải đền bù gấp 2 lần số lợi nhuận dự kiến thu được từ nhóm cho phần còn lại của hợp đồng, ước tính khoảng hơn 100 tỉ won (100 triệu đô la). Vụ kiện khiến cổ phiếu của SM Entertainment giảm xuống 30% trên sàn KOSPI.
Toà án Trung tâm quận Seoul đưa ra phán quyết cuối cùng nghiêng về phía Jaejoong, Junsu và Yoochun. Toà cũng chỉ ra rằng bản hợp đồng thiếu công bằng và các thành viên không được hưởng lợi nhuận xứng đáng với công sức bỏ ra. Trong quá trình vụ việc còn diễn biến phức tạp, 3 thành viên đã được chấp nhận tạm hoãn hợp đồng với SM và tách ra hoạt động riêng lẻ.

### Tin đồn tình ái
Yoochun thường xuyên dính tin đồn tình ái với bạn diễn nữ của mình mỗi khi một dự án phim của anh kết thúc. Điển hình như Park Min Young, Lee Da Hae. Han Ji Min
Năm 2012, trên trang blog của AKP đăng tin về về một ngôi sao thần tượng nổi tiếng đã bị bạn gái cũ tống tiền. Câu chuyện lập tức trở thành chủ đề nóng nhất trên các trang web trực tuyến, và cư dân mạng bắt đầu suy đoán rằng thần tượng này không ai khác là Park Yoochun, thành viên của JYJ. Những tin đồn lan truyền rất nhanh trên internet, buộc chính đại diện JYJ phải lên tiếng. Ngày 10/02, một đại diện của JYJ đã nói chuyện với eDaily Star: "Chúng tôi đã kiểm tra câu chuyện với Park Yoochun và biết rằng anh không có liên hệ nào với sự kiện này. Đây là những suy đoán chưa được chứng minh, và nói thật, nó là gây sốc cho chúng tôi. Chúng tôi đã đấu tranh để quyết định xem có nên ra một thông báo chính thức về vấn đề này, tuy nhiên chúng tôi không liên quan, nên định không ra mặt. Tuy nhiên, chúng tôi ngày càng trở nên lo lắng, vì các tin đồn lan truyền quá nhanh." Thông tin bắt đầu được lan truyền về một ngôi sao thần tượng nổi tiếng, chưa tiết lộ danh tính, đang dính vào tin đồn đã bị bạn gái cũ của mình tống tiền.  Cô bạn gái cũ còn đe dọa công ty quản lý của anh này và nói rằng sẽ tung đoạn băng video quay thân thể trần truồng của anh ta qua internet, nếu anh không đưa cho cô 1 tỷ won (khoảng gần 900.000 USD). Cô tuyên bố có 2 đoạn phim quay trong suốt thời gian quan hệ của họ. Vào thời điểm này, ngôi sao thần tượng này đang rất nổi tiếng, tham gia quay nhiều CF quảng cáo và phim truyền hình. Nhìn thấy danh tiếng của anh tăng vọt, người phụ nữ quyết định sử dụng các đoạn video để tống tiền anh. Sau khi bị đe dọa liên tục, ngôi sao thần tượng cuối cùng đã quyết định đưa yêu cầu điều tra. Nhưng vấn đề không dừng lại ở đó. Tin đồn bổ sung được lan truyền trên internet, khẳng định rằng có những đoạn video của thần tượng và bạn gái cũ. Các công tố viên đã công bố rằng họ đã thu thập các hình ảnh từ người phụ nữ, nhưng đã không tìm thấy video.
Tháng 10 năm 2013, tin đồn hẹn hò giữa Yoochun và vận động viên golf chuyên nghiệp Ahn Shin Ae đang được lam truyền trên mạng với tốc độ chóng mặt. Các tin đồn cho rằng cặp đôi này đã hẹn hò nhau trong nhiều tháng và rất nghiêm túc về vấn đề này. Thậm chí bố mẹ của Ahn Shin Ae đã gặp gỡ Yoochun và chấp nhận mối quan hệ của họ. Nguồn tin còn liệt kê chi tiết hơn: "Yoochun thường xuyên đến thăm sân golf mà bố mẹ Ahn Shin Ae sở hữu tại Gangnam, Seoul. Bố mẹ cô ấy cũng đã gặp mẹ của Yoochun". Một số nguồn tin khác nói: "Đúng là Yoochun và Ahn Shin Ae đang hẹn hò. Yoochun là người chu đáo, còn Ahn Shin Ae thì rất tươi trẻ. Cả hai gặp gỡ nhau với sự tin tưởng. Khi họ nhận được sự tán thành từ bố mẹ, nghĩa là mối quan hệ này rất nghiêm túc. Vì Ahn Shin Ae hiện đang ở giữa mùa giải của cô ấy, nên sự quan tâm quá mức có thể làm cô mất tập trung". Về phía công ty quản lý C-JeS Entertainment, họ lập tức lên tiếng phủ nhận những tin đồn về hai ngôi sao.

### Những vụ việc liên quan đến fan cuồng
Năm 2011, một đoạn video Yoochun bị một fan cuồng tát được tải lên các trang cộng đồng trực tuyến,đã thu hút sự quan tâm của mọi người. Trong video, Yoochun đã cố gắng để đi qua một đám đông fans bên ngoài tiệm cắt tóc của mình,và lúc đó một fan đã tát vào mặt anh. Yoochun đã tế nhị chạm vào một phần của má mà người kia đã tát anh và trừng trừng nhìn fan đó trước khi đi. Những người hâm mộ khác gần khu vực đó dường như cũng bất ngờ trước sự tấn công bất ngờ đó của fan.
Năm 2012, một đoạn clip trên mạng ghi lại cảnh Yoochun tát fan ngay chốn đông người, sau khi người tác giả của clip này tung lên mạng và chỉ đích danh chính Yoochun hành hung và túm tóc fan nữ thì đã gây không ít tranh cãi xảy ra tại cộng đồng mạng. Chỉ sau một ngày thông tin nóng bỏng này lan truyền trên mạng, thì ngày 17/2, chủ nhân của clip này đã tự động xóa và lên tiếng rằng người ra tay với fan trong clip không phải là YooChun. Chủ nhân clip này đã giải thích rằng: "Clip này được quay vào năm 2009 và cũng gây không ít sóng gió trên cộng đồng mạng vào thời điểm ấy. Người hành hung trong clip không phải là Yoochun, người đó là nhân viên của cửa hàng. Yoochun đã đi vào trong trước khi sự việc này xảy ra." Các fans của Yoochun tin rằng đây là hành động quấy phá nhằm cản trở quá trình quay phim Rooftop Prince của anh.
Cùng năm đó, Trang tin điện tử Dispatch lại khiến cư dân mạng chao đảo khi đưa ra thông tin chứng minh việc thành viên JYJ chửi fan là sự thật. Bài báo có tựa đề "Bản ghi âm chứng minh Kim Jaejoong – Park Yoochun chửi và đánh người hâm mộ" đã trở thành chủ đề cực hot. Bài báo cho biết, phóng viên của Dispatch điều tra vụ việc này một thời gian dài và đã thu được bằng chứng xác thực. Đó chính là cuộn băng ghi âm có ghi giọng nói của từng thành viên JYJ khi gặp sasengfan (một dạng fan cuồng, có xu hướng xâm phạm tự do cá nhân của những người nổi tiếng). Dispatch cho biết thêm, phóng viên của họ bắt đầu theo đuổi vụ này khi một đoạn video clip quay cảnh Yoochun đánh fan bị tung lên mạng. Vào thời điểm đó, đại diện của JYJ phủ nhận người trong đoạn video là Yoochun. Đoạn ghi âm của Yoochun chỉ có 10 giây. Tuy nhiên, có vẻ như thành viên Yoochun lại là người có nhiều câu chửi thề "nóng tai" nhất. Các đoạn ghi âm cho thấy, Yoochun thường xuyên thấy bức xúc và sẵn sàng "chửi thề" khi có fan gọi điện đến số của anh hay khi có quá nhiều fan vây lấy mình.
Trong cuộc họp báo ở Chile vào ngày 8.3, nhóm nhạc JYJ lần đầu thẳng thắn trả lời về việc hành hung người hâm mộ trong đoạn băng ghi âm  Lưu trữ ngày 24 tháng 2 năm 2014 tại Wayback Machine. YooChun nói: "Sau khi gia nhập vào làng giải trí năm 2004, chúng tôi luôn nhận được sự yêu mến từ cộng đồng những người hâm mộ. Tuy nhiên, chúng tôi cũng không khỏi đau đầu vì những chiêu trò thái quá của fan cuồng trong suốt 8 năm qua. Sự xuất hiện của họ khiến chúng tôi cảm thấy mình như một tội phạm, họ đi theo tôi, quan sát tôi và cô gắng can thiệp vào cuộc sống của tôi. Dù đã cố gắng tìm mọi cách nhưng tôi không thể nào thoát ra khỏi cảnh đó và cảm thấy bản thân đang bị mắc kẹt trong những tổn thương do họ gây ra".